# Tovomita alatopetiolata
Tovomita alatopetiolata är en tvåhjärtbladig växtart som beskrevs av Carl Ernst Otto Kuntze. Tovomita alatopetiolata ingår i släktet Tovomita och familjen Clusiaceae. Inga underarter finns listade i Catalogue of Life.